# Eureka (Nunavut)
Eureka je observatoř v severní Kanadě v provincii Nunavut. Jedná se o druhé nejsevernější obývané místo na světě.[zdroj?]
Nachází se na Ellesmerově ostrově a na zdejší stanici je průměrně nejnižší teplota a nejméně srážek v celé Kanadě.

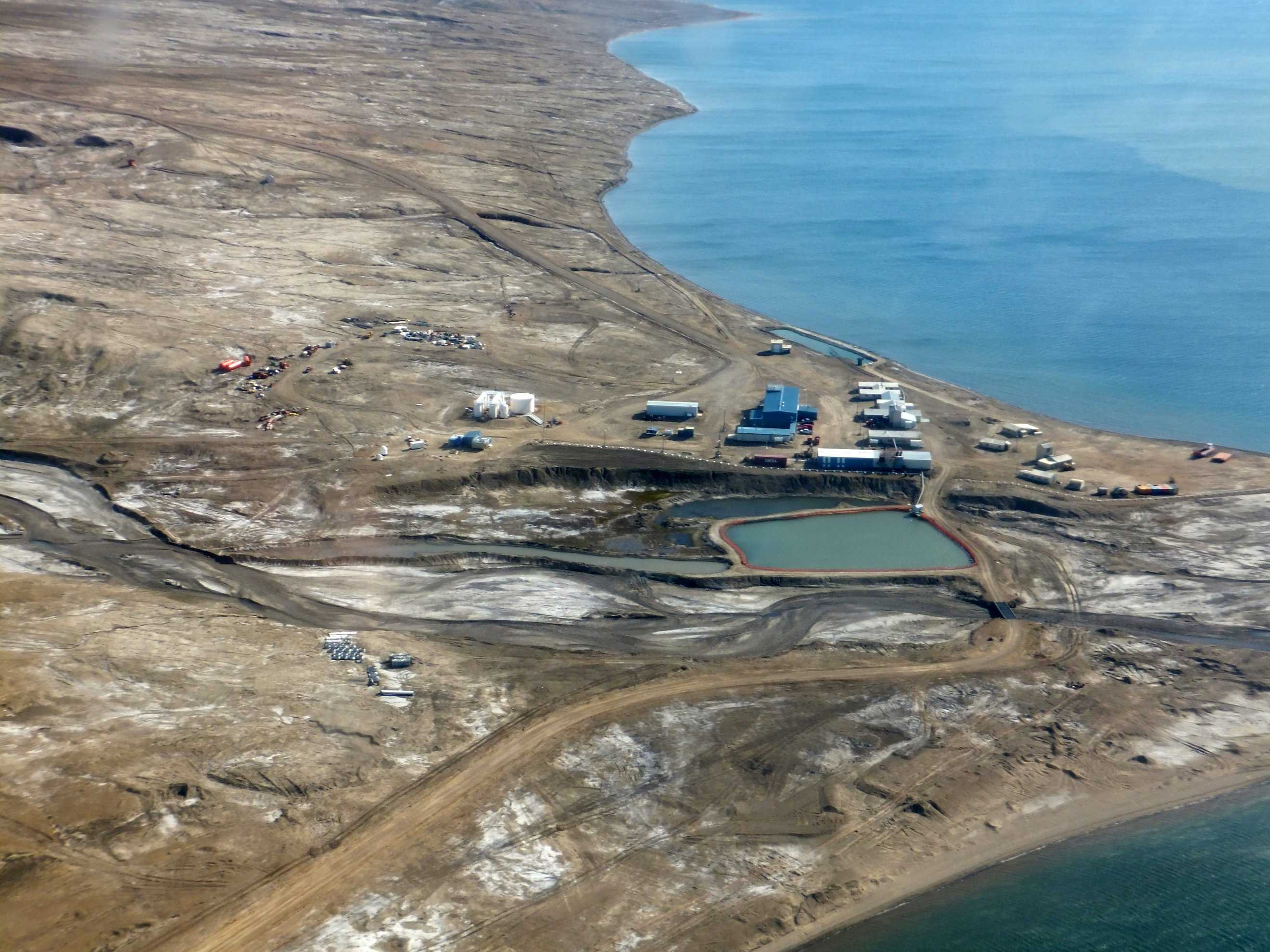
Letecký pohled na Eureku

Eureka byla založena 11.4.1947. Na vrcholu byla v sedmdesátých letech 20. století, kdy zde bylo 15 lidí. Dnes je v Eurece 8 lidí, ale ne stále, jelikož se personál observatoře neustále obměňuje. Průměrné teplota je zde −18.8 °C, −36.5 v lednu a 6,1 °C v červenci.

## Oblasti
V Eurece jsou tři oblasti:
- Letiště Eureka, spojení se zbytkem světa
- Meteorologická stanice Environment and Climate Change Canada
- Observatoř Polar Environment Atmospheric Research Laboratory (PEARL)[2]

## Příroda
Eureka bývá označována jako "Zahrada Arktidy" kvůli tomu, že se v okolí vyskytuje mnoho druhů živočichů i rostlin, více než kdekoli v Arktidě.
Mezi druhy živočichů, co zde žijí patří:
- Pižmoň severní
- Vlk polární
- Polární liška
- Zajíc polární
- Lumík